# Busak
Busak (en serbe cyrillique : Бусак) est un village de l'ouest du Monténégro, dans la municipalité de Nikšić.

## Démographie

### Évolution historique de la population
| 1948 | 1953 | 1961 | 1971 | 1981 | 1991 | 2003 |
| ---- | ---- | ---- | ---- | ---- | ---- | ---- |
| 190  | 199  | 183  | 126  | 56   | 36   | 24   |